# Australaphycus albioviductus
Australaphycus albioviductus är en stekelart som beskrevs av Girault 1923. Australaphycus albioviductus ingår i släktet Australaphycus och familjen sköldlussteklar. Inga underarter finns listade.